# Гарипова, Дина Фагимовна
Ди́на Фаги́мовна Гари́пова (тат. Динә Фәһим кызы Гарипова; род. 25 марта 1991, Зеленодольск) — российская певица, победительница телешоу «Голос» 2012 года на «Первом канале». Заслуженная артистка Республики Татарстан (2012).
Финалистка международного музыкального конкурса «Евровидение—2013», занявшая пятое место. Артистка Центра исполнительских искусств на Добрынинской (с 2015).
В репертуаре песни на русском, татарском, английском, итальянском и французском языках. Основное направление творчества — поп и рок-музыка.

## Биография
Дина Гарипова родилась 25 марта 1991 года в городе Зеленодольске Татарской ССР в семье медиков. Отец, Фагим Мухаметович, и мать, Альфия Газизяновна — кандидаты медицинских наук.
С 6 лет Дина занималась вокалом в зеленодольском Театре песни «Золотой микрофон» у педагога по вокалу Елены Антоновой. В 1999 году она стала лауреатом I степени Всероссийского конкурса «Жар-птица» (Иваново), в 2001 — лауреатом I степени республиканского фестиваля «Созвездие-Йолдызлык». В 2005 году Дина Гарипова стала лауреатом международного конкурса в городе Тарту (Эстония).
После того как Гарипова заняла первое место в фестивале «Созвездие-Йолдызлык» в 2008 году, с ней связался заслуженный артист Татарстана Габдельфат Сафин и предложил юной певице принять участие в гастролях его музыкального коллектива.
В 2008 году Гарипова участвовала в мюзикле, поставленном театром «Золотой микрофон» и удостоенном гран-при международного конкурса во Франции.
При поддержке продюсерской студии Романа Оболенского, с которой певица сотрудничала с 2009 года, прошли её сольные концерты в Зеленодольске в 2010 и 2012 годах.
В начале 2010 года Гарипова дебютировала с собственным музыкальным коллективом на городском конкурсе «Зимняя эстрада» и удостоилась гран-при конкурса.
Будучи поклонницей рок-музыки, выступая с группой, исполняла песни из репертуара Nirvana.
Летом 2012 года перед стартом съёмок проекта «Голос» Гарипова прошла кастинг в британское телешоу Britain’s Got Talent, но не поехала в Великобританию, выбрав участие в российском проекте.

### Участие в телешоу «Голос»
29 декабря 2012 года, опередив в финале Эльмиру Калимуллину, Дина Гарипова победила в телешоу «Голос» на «Первом канале» (выступала в команде Александра Градского), из более чем 1,7 млн звонков и SMS-сообщений за неё проголосовали 66,2 % телезрителей (927 282 человека).
Как победительница шоу, певица заключила двухлетний контракт со звукозаписывающей студией «Юниверсал».
Обладательницу «действительно волшебного вокала» журналисты называли «русской Адель» и продолжательницей традиций Сьюзан Бойл.
30 декабря 2012 года Указом президента Татарстана Дине Гариповой присвоено почётное звание «Заслуженный артист Республики Татарстан».

### Участие в конкурсе «Евровидение—2013»
19 февраля 2013 года стало известно, что Россию на конкурсе песни «Евровидение—2013» представит Дина Гарипова с песней «What If», написанной шведскими продюсерами Габриэлем Аларесом и Йоакимом Бьорнбергом в соавторстве с бывшим бас-гитаристом группы «Автограф» Леонидом Гуткиным. Премьера песни состоялась в эфире программы «Время» 24 февраля.
Дина Гарипова называлась в числе фаворитов конкурса в таких букмерских прогнозах, как William Hill, Ladbrokes и другие.
14 мая 2013 года Гарипова выступила в полуфинале конкурса под шестым номером из 16 участников и прошла в финал. Её песня «What If» (с англ. — «Что, если?») получила 156 баллов (2-е место), что и позволило ей стать финалисткой престижного конкурса.
18 мая 2013 года состоялся финал конкурса «Евровидение—2013», в котором Дина Гарипова выступила под десятым номером (из 26) и заняла 5-е место, набрав 174 очка, уступив представителям Дании, Азербайджана, Украины и Норвегии.
В конкурсе Гарипова выступала в длинном платье розово-кораллового цвета с кружевами в окружении буднично одетых четырёх бэк-вокалистов — двух мужчин в светлых костюмах и двух девушек в белых платьях (в том числе профессионального педагога по вокалу из Швеции Софии Лилия и одного из авторов песни Габриэля Алареса).
В номере были использованы огромные шары, подсвеченные изнутри желтовато-розовым цветом, брошенные в зрительский зал бэк-вокалистами, а также подсвеченные голубые шары меньшего размера. После этого над зрителями поднялись подсвеченные фонари оснащения сцены, а зрители разошедшимися по тёмному залу волнами начали размахивать тысячами зажжённых фонариков.

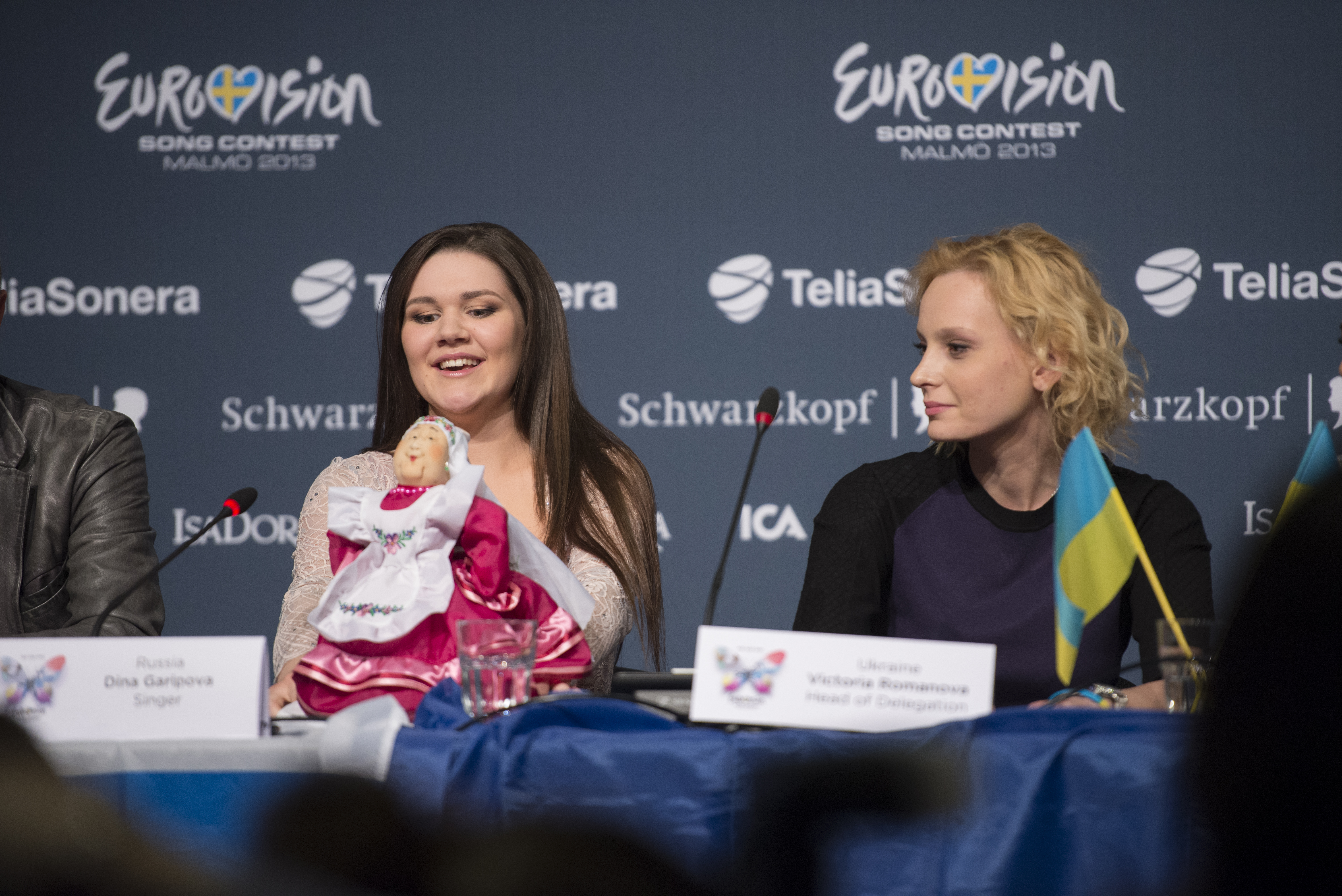
Дина Гарипова на пресс-конференции конкурса «Евровидение-2013»

В родном городе певицы Зеленодольске на центральной площади был специально установлен большой экран, по которому сотни зрителей во главе с мэром смотрели прямые трансляции её и других выступлений конкурса до его окончания.
При финальном подсчёте голосов Дине Гариповой от Азербайджана не было дано ни одного балла, но по заявлению азербайджанской стороны, Россия должна была получить от них не менее 10 баллов. 21 мая 2013 года министр иностранных дел России Сергей Лавров заявил, что Москва раздосадована инцидентом на песенном конкурсе Евровидение-2013. Глава МИД республики Азербайджан Эльмар Мамедъяров назвал этот инцидент «детективной историей». Он привёл данные трёх крупнейших телефонных операторов в Азербайджане, согласно которым Россия занимает второе после Украины место по итогам голосования.
Сама же Гарипова озвучила, что довольна своим пятым местом на конкурсе, и заявила, что не видит необходимости разбираться, почему Россия недосчиталась голосов от Азербайджана.

### Гость на концерте Джоша Гробана
19 мая 2013 года Дина Гарипова открыла своим выступлением первый концерт Джоша Гробана в Москве на сцене «Крокус Сити Холла». Певица исполнила несколько композиций, в том числе на татарском языке. По словам Дины, слушая песни Гробана, она мечтала когда-нибудь попасть на его концерт как зритель, а петь перед его выходом — для неё огромная честь.

### Дуэт с Гару
Осенью 2013 года голос Дины Гариповой по достоинству оценил франкоканадский певец Гару, звезда мюзикла «Нотр-дам де Пари» и наставник французской версии телепроекта «Голос». В феврале 2014 года вышла дуэтная композиция Гару и Гариповой «Du Vent Des Mots» (с фр. — «Слова на ветер»).

### Дальнейшая карьера
Осенью и зимой 2013—2014 года по городам России прошёл первый большой гастрольный тур певицы, завершившийся сольными выступлениями в Москве на сцене зала «Крокус Сити Холл» и в Санкт-Петербурге на сцене ДК им. Горького.
30 октября 2014 года на своем втором большом концерте в «Крокус Сити Холле» Гарипова презентовала дебютный альбом «Два шага до любви».
В феврале 2015 года Дина Гарипова стала артисткой московского музыкального театра «Градский Холл» (ныне — Центр исполнительских искусств на Добрынинской), а в марте и апреле того же года состоялся третий гастрольный тур певицы, включивший почти 30 городов России от Пскова до Южно-Сахалинска.
В 2016 году Гарипова дебютировала в роли композитора.
Первым авторским произведением стала песня «Күңел» на стихи татарского поэта Габдуллы Тукая.
В июне 2017 году совместно с хором Академии популярной музыки Игоря Крутого Дина выпустила песню «Время пришло». Презентация композиции состоялась на ежегодном международном конкурсе молодых исполнителей популярной музыки «Детская Новая волна», где Дина не только выступила в качестве артиста, но и вошла в состав членов жюри.
7 октября 2017 года состоялся совместный концерт Дины и Сергея Жилина (в сопровождении оркестра «Фонограф-Симфо-Джаз») «Неслучайное совпадение» в Государственном Кремлёвском Дворце.
19 октября 2017 Дина приняла участие в качестве солистки в концерте «Вечер русского романса» в сопровождении Национального академического оркестра народных инструментов России имени Н. П. Осипова в концертном зале им. П. И. Чайковского.
В начале февраля 2019 года Дина приступила к записи двух новых альбомов — второго русского и дебютного татарского.
7 июля 2019 года на Первом канале в рамках концерта «День семьи, любви и верности» состоялась телепремьера песни «Удивительный», где Дина, в совместной постановке с балетом «Street Jazz», предстала в новом образе.
31 декабря 2019 года на Первом канале состоялась телепремьера дуэтной песни Дины и Льва Лещенко «В душе молодой» в рамках «Главного новогоднего концерта». В постановке номера принял участие балет Сергея Мандрика «Street Jazz».
13 апреля 2020 года на телеканале «Россия-1» состоялась премьера сериала «Зулейха открывает глаза» по одноимённой книге Гузель Яхиной, саундтреком которого стала татарская народная песня «Ай, былбылым», в исполнении Дины. Новая аранжировка композиции была создана задолго до выхода сериала специально для татарского альбома певицы «ЭТНО». После премьеры сериала песня обрела очередную «волну» широкой популярности.
В юбилейном сезоне шоу «Голос» Дина вернулась в качестве гостя, снова исполнив романс «А напоследок я скажу»; к ней повернулись три наставника из четырёх, кроме Александра Градского.

## Образование
Дина Гарипова имеет два высших образования:
- Казанский Федеральный Университет, специальность «журналистика». Окончила в 2014 году[34]. Защитила диплом на тему о музыкальной критике[35];
- Институт Современного Искусства, специальность «эстрадно-джазовое пение». Окончила в 2017 году[36].

## Личная жизнь

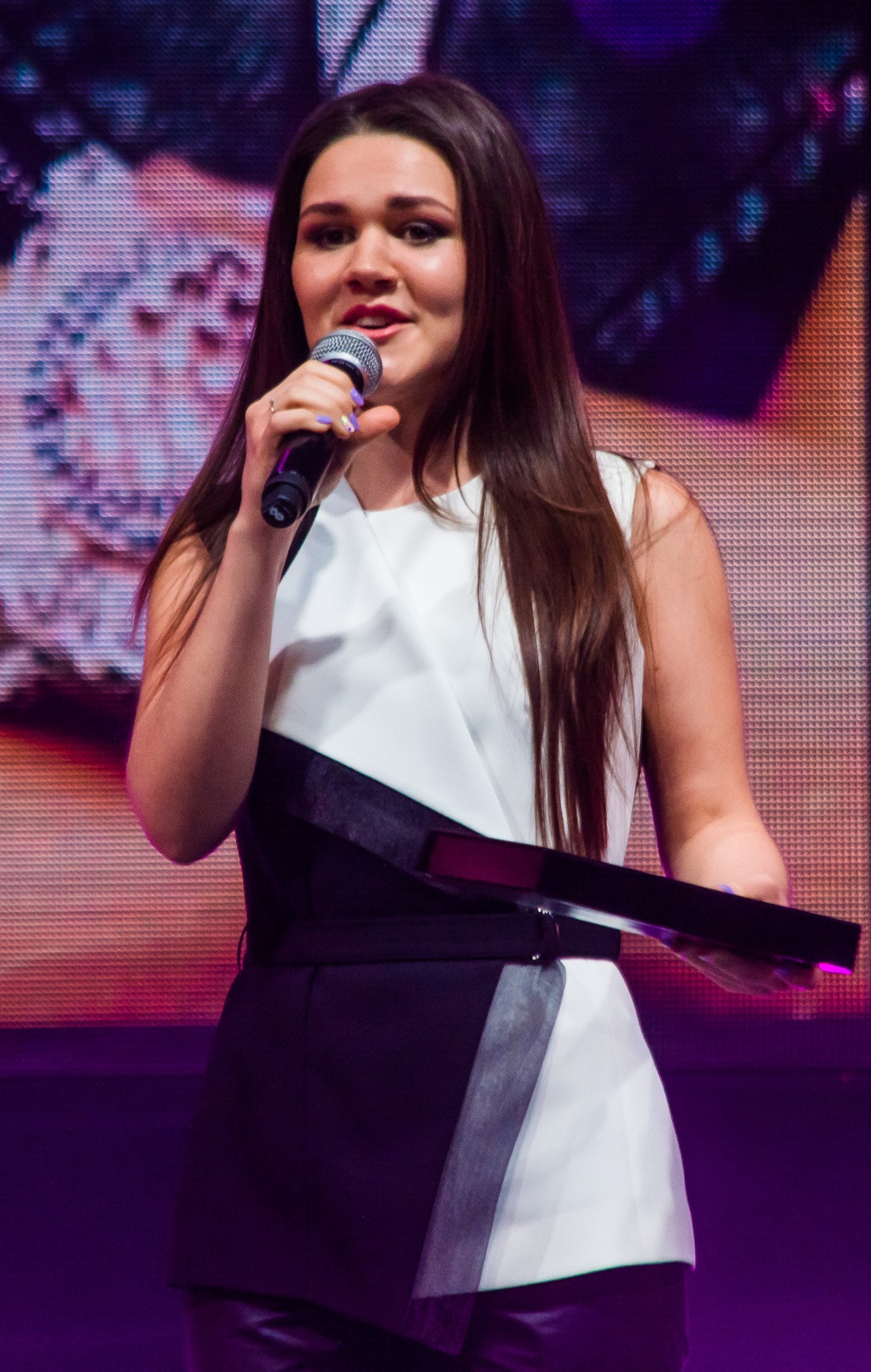
2017 год

В августе 2015 года в Казани Дина Гарипова вышла замуж за Равиля Бикмухаметова, не имеющего отношения к шоу-бизнесу, хотя также увлекающегося музыкой. 19  июня 2022 года родила сына.

## Фильмография
- 2013 — мультфильм «Риф-2» — рыбка Корделия (озвучка)[40]
- 2014 — Кураж — секретарь директора киностудии «Мосфильм» и вокал (Галла)
- 2016 — мультфильм «Бременские разбойники» — Принцесса (озвучка)[41]

## Дискография

### Студийные альбомы
| Название          | Год выхода | Лейбл                  |
| ----------------- | ---------- | ---------------------- |
| Два шага до любви | 2014       | Universal Music Russia |

### Синглы
| Название                                                     | Год выхода | Лейбл                  |
| ------------------------------------------------------------ | ---------- | ---------------------- |
| What If                                                      | 2013       | Universal Music Russia |
| Du Vent Des Mots feat. Гару                                  | 2014       | Universal Music Russia |
| Россия                                                       | 2015       | Indi                   |
| Күңел                                                        | 2016       | BossA Music Inc.       |
| Ты для меня                                                  | 2016       | BossA Music Inc.       |
| Пятый элемент                                                | 2017       | BossA Music Inc.       |
| Время пришло feat. Хор Академии Игоря Крутого                | 2017       | BossA Music Inc.       |
| Ай, былбылым (саундтрек к сериалу «Зулейха открывает глаза») | 2020       | BossA Music Inc.       |
| Удивительный                                                 | 2020       | BossA Music Inc.       |
| В душе молодой feat. Лев Лещенко                             | 2020       | BossA Music Inc.       |

## Награды
- 1999 — лауреат I степени Всероссийского конкурса «Жар-птица» (Иваново)[7].
- 2001 — лауреат I степени Республиканского фестиваля «Созвездие-Йолдызлык» (Республика Татарстан).
- 2005 — лауреат Международного конкурса в Тарту (Эстония).
- 2008 — Гран-При на Международном конкурсе[каком?] во Франции.
- 2009 — номинант премии Президента России Дмитрия Медведева, Москва, форум «Прорыв».
- 2012 — победитель шоу «Голос», «Первый канал».
- 2012 — почётное звание «Заслуженный артист Республики Татарстан»[1][2].
- 2013 — 5 место на Международном конкурсе песни «Евровидение—2013».
- 2014 — премия Российской Муниципальной Академии за выдающиеся достижения в области интернационального воспитания граждан и культурно-просветительской деятельности в молодёжной среде[43].

## Увлечения
- Пишет стихи[44]
- Эталонной исполнительницей для Дины является певица Уитни Хьюстон[45]
- Любит рок, в юные годы исполняла песни из репертуара группы Nirvana[46]
- Увлекается здоровым питанием и образом жизни[47]
- Любит собак, дома у Дины живёт хаски по имени Персик[48].
- Болеет за казанский «Рубин»[49].

## Интересные факты
- О Дине Гариповой написана и издана книга — двухсотстраничное полноцветное издание, созданное коллективом из 40 поклонников[50].
- В финале «Голоса» за Дину было отдано рекордное количество голосов — 927 282 — больше, чем кто-либо получал в финале проекта «Голос» в других странах[51].
- Согласно данным Яндекса, по количеству запросов в 2013 году Дина Гарипова вошла в ТОП-5 самых популярных женщин России[52].
- Платье, в котором Дина выступала на этапе «слепые прослушивания» в проекте «Голос» с 2020 года находится в постоянной экспозиции Национального музея Республики Татарстан[53].